# Armoriale delle famiglie italiane (Ala-Alb)
Questo è l'armoriale delle famiglie italiane il cui cognome inizia con le lettere che vanno da Ala ad Alb.

## Armi

### Ala
| Stemma | Casato e blasonatura |
| ------ | --- |
|        | Ala (Sicilia) Titolo: barone d'azzurro, al mezzo volo spiegato d'argento (citato in Mango e in DAlena) d'azzurro con un'ala d'argento (citato in NBSC) alias d'azzurro, al mezzo volo spiegato d'oro (citato in Mango e in DAlena) d'azzurro con un'ala d'oro (citato in NBSC) Notizie storiche in Famiglie nobili di Sicilia. |
|        | Ala (Cremona) di rosso al leone d'oro sostenente con la zampa destra un semivolo d'argento, e ad una striscia bianca svolazzante sulla sua testa portante il motto: virtus ad alta volat (citato in BLCR) Immagine in Blasonario Cremonese (archiviato dall'url originale il 2 marzo 2017). |
|        | Alabanti (Bologna) (la blasonatura non è stata ancora caricata) (citato in BLBO - immagine in Blasone Bolognese (archiviato dall'url originale il 4 marzo 2016).) |
|        | Alagna/i: Alagna di Mothia, D'Alagno/a di Sarno, di Borrello, di Buccanico, di Romagnano (Napoli, Amalfi, Messina, Marsala) Titolo: Marchesi, Conti, ss: Baroni di Mothia, patrizi d'Amalfi, di Napoli, di Messina. d'oro, alla croce di rosso, caricata di cinque gigli d'argento (citato in SPRE – Vol. I pag. 331 e in CROL, GUCA, Mango, CAIS, DAlena, PRTS, NBNA, NBSC, STPT) 5 gigli di argento in croce su croce di rosso su oro (citato in LEOM) Notizie storiche in Famiglie nobili di Sicilia. Notizie storiche in Nobili napoletani. Notizie storiche in Il portale del sud.                                                                  |
|        | Alagna: (stessa famiglia di cui sopra)- Originario stemma portante gli smalti: fondo Argento croce azzurra (Amalfi) sovrapposta da cinque gigli in oro francesi (epoca Angioina) (Napoli). Epoca Aragonese, gli smalti attuali. (la blasonatura non è stata ancora caricata) (citato in UNFE) Immagine nella Biblioteca Estense Universitaria (id. 3434). |
|        | Alagni (Napoletano) (la blasonatura non è stata ancora caricata) (d'oro, alla croce di rosso, al leone del campo, lampassato del secondo, attraversante sul tutto) (citato in NBNA (ramo stessa famiglia di cui sopra, estinta) |
|        | Alagon (Sardegna) (d'argento, a sei torte di nero 2, 2, 2) (citato in ATHE) |
|        | Alagona (Sicilia) Titolo: conte d'oro, a sei torte di nero, ordinate, 2, 2 e 2. Lo scudo accollato dall'aquila bicipite spiegata di nero, membrata e imbeccata d'oro, coronata all'antica, in ambo le teste, dello stesso (citato in Mango e in DAlena) d'oro con sei palle nere situate 2, 2 e 2, lo scudo sormontato da corona di conte, supporto un'aquila bicipite (citato in NBSC) Notizie storiche in Famiglie nobili di Sicilia. |
|        | Alaimo (Sicilia) spaccato d'azzurro e d'argento, alla fascia d'oro attraversante sulla partizione, caricata da un'aquila spiegata dello stesso (citato in Mango e in DAlena) diviso di azzurro e d'argento ed una fascia d'oro broccante sul diviso, e in capo un'aquila d'oro volante (citato in NBSC) Notizie storiche in Famiglie nobili di Sicilia. |
|        | Alaleona (Montegiorgio, Fermo, Roma, Milano) d'azzurro al leone d'oro alato con la testa rivolta Cimiero: una testa di drago d'argento, linguata di rosso (citato in SPRE – Vol. IX pag. 185) leone rampante alato testa rivolta di oro su azzurro (citato in LEOM) leone rampante alato testa rivolta di oro su azzurro (citato in LEOM) |
|        | Alaleona (Montegiorgio, Fermo, Roma, Milano) d'azzurro al leone d'oro alato attraversato da una fascia di rosso e accompagnato nel canton destro del capo da una cometa d'oro, ondeggiante in banda (citato in SPRE – Vol. IX pag. 185) fascia di rosso su - leone rampante alato di oro su azzurro - cometa di oro posta in banda in alto a sinistra su azzurro (citato in LEOM) Cimiero: una testa di drago d'argento, linguata di rosso |
|        | Alaman o Alemagna (Sicilia) d'argento, al leopardo di rosso (citato in Mango) |
|        | Alamandini (Bologna) d'oro, al semivolo di nero; al capo d'Angiò (citato in DOLF – pag. 37) (la blasonatura non è stata ancora caricata) (citato in BLBO - immagine in Blasone Bolognese (archiviato dall'url originale il 4 marzo 2016).) |
|        | Alamandini (la blasonatura non è stata ancora caricata) (citato in UNFE) Immagine nella Biblioteca Estense Universitaria (id. 3133). |
|        | Alamanneschi (Firenze) Troncato: nel 1º di rosso, al leone leopardito d'oro, con la bordura dentata dello stesso; nel 2º d'azzurro pieno (immagine di ASFI in archiviodistato.firenze.it, https://web.archive.org/web/20140221060818/http://www.archiviodistato.firenze.it/ceramellipapiani2/index.php?page=Famiglia&id=63 (archiviato dall'url originale il 21 febbraio 2014).) (citato in ASFI) |
|        | Alamanni (Firenze) Trinciato d'argento e d'azzurro, alla banda dell'uno all'altro (immagine di ASFI in archiviodistato.firenze.it, https://web.archive.org/web/20140221051510/http://www.archiviodistato.firenze.it/ceramellipapiani2/index.php?page=Famiglia&id=64 (archiviato dall'url originale il 21 febbraio 2014).) (DE) Silber-blau schräggeteilt, belegt mit 1 Schrägbalken in verwechselten Tinkturen (citato in KHIF) (Immagine nella Raccolta stemmi Trippini (JPG).) alias Trinciato d'argento e d'azzurro, alla banda dell'uno all'altro; il primo caricato di una colomba al naturale volante (oppure posata sulla banda) (citato in ASFI) |
|        | Alamanni (Toscana) (DE) In Blau 1 silberner Schrägbalken (citato in KHIF) |
|        | Alamanni (Firenze, Pistoia) (la blasonatura non è stata ancora caricata) (citato in UNFE) Immagine nella Biblioteca Estense Universitaria (id. 4577). |
|        | Alamano o Allamano (Chieri) Bandato di rosso e d'argento, con il capo d'azzurro, carico di tre stelle d'oro, ordinate in fascia (citato in SUBL, MANN) |
|        | Alancon (Francia) Di Francia alla bordura di rosso caricata di 8 bisanti in cinta d'argento (citato in DAlena) |
|        | Alanson (Francia) (la blasonatura non è stata ancora caricata) (citato in UNFE) Immagine nella Biblioteca Estense Universitaria (id. 2501). |
|        | Alandri (Verona) Oleandro (citato in DAlena) |
|        | Alani (Cesena) (la blasonatura non è stata ancora caricata) (citato in BLCW) Immagine in Blasone Cesenate. |
|        | Alanpani (Veneto) (d'azzurro, a tre bande d'oro, alla fascia di rosso attraversante) (citato in STBV) (immagine dello Stemmario reale di Baviera.) |
|        | Ala Ponzone Visconti Ciceri Bagliott (Cremona) Titolo: Conti di Maggiora Partito, al 1° di rosso, al leone d'oro, tenente un semivolo d'argento con la zampa destra e un breve dello stesso scritto con il motto VIRTVS AD ALTA VOLAT, al 2° inquartato di rosso e d'oro (citato in SUBL, MANN) |
|        | Alarcón (Spagnoli, poi in Alessandria) Partito, al 1° palato d'oro e di nero, al 2° di rosso, al pennone d'argento, con la bordura di rosso, carica di sette crocette d'argento, sul tutto di rosso, a due leoni passanti, d'oro, uno sull'altro alias Partito, al 1° palato d'oro e di nero, al 2° di rosso, con la bordura di rosso, carica di sette crocette d'argento, sul tutto di rosso, a due leoni passanti, d'oro, uno sull'altro (citato in SUBL, MANN) |
|        | Alarcón (Spagna) Di rosso, alla croce fiorata, d'oro, vuota del campo alias Di rosso, alla croce fiorata, d'oro, vuota del campo, alla bordura di rosso caricata di otto crocette di Sant'Andrea, d'oro (citato in SUBL) |
|        | Alardi (Oriundi della Valle del Po, diramati a Mondovì e poi a Milano) Titolo: Conti di Tronzano D'azzurro, al semivolo destro d'oro, con il capo cucito di rosso, a tre stelle del secondo ordinate in fascia alias D'azzurro al semivolo destro d'argento Motto: Nec prope nel longe (citato in SUBL, MANN) |
|        | Alardi o De Alardis (Barcellonetta) D'oro, a tre gigli scaccati d'argento e di rosso (citato in SUBL) |
|        | Alart (Francia) (la blasonatura non è stata ancora caricata) (citato in UNFE) Immagine nella Biblioteca Estense Universitaria (id. 2753). |
|        | Alasia o de domina Alasia (Cuneo) Titolo: nobile Trinciato d'argento e di nero (citato in SUBL, in ARCN e in MANN) |
|        | Alatrini (Taormina) di rosso con due cani d'argento passanti (citato in DAlena e in NBSC) Notizie storiche in Famiglie nobili di Sicilia. |
|        | Alavpovich (Dalmazia, Croazia, Bosnia) (la blasonatura non è stata ancora caricata) (citato in UNFE) Immagine nella Biblioteca Estense Universitaria (id. 2403). |

### Alba
| Stemma | Casato e blasonatura |
| ------ | --- |
|        | Alba (Sicilia) Cigno (citato in DAlena) |
|        | Albamonte (Palermo) di rosso, al monte d'argento, sormontato da un sole d'oro, nascente figurato del campo (citato in SPRE – Vol. I pag. 331) monte di argento uscente dalla punta su rosso - sole nascente di oro figurato di rosso su rosso (citato in LEOM) |
|        | Albamonte o Affermo o D'Affermo (Palermo) Titolo: barone; signore di Savuco, Ridochello di rosso al monte d'argento, al sole figurato nascente (citato in Mango e in PRTS di rosso con un Monte d'argento ed un sole d'oro nascente (citato in NBSC) alias inquartato: nel 1º e 4º di verde, a quattro fasce di argento; nel 2º e 3º di rosso, alla stella d'oro (citato in SPRE – Vol. I pag. 331, in Mango, in PRTS e in NBSC) 4 fasce di argento su verde - stella (6 raggi) di oro su rosso (citato in LEOM) Notizie storiche in Famiglie nobili di Sicilia. Ulteriori notizie storiche in Famiglie nobili di Sicilia. |
|        | Albamonte Siciliano (Napoli, Capua) Titolo: Conte Palatino, nobile di Capua di azzurro alla fascia d'oro, accompagnata nel capo da un'aquila bicipite di nero coronata di oro su ciascuna testa e nella punta da una stella del medesimo (citato in SPRE – Vol. I pag. 331, in PRTS e in NBNA) fascia di oro su azzurro - aquila bicipite di nero coronata su ambo le teste di oro in alto su azzurro - stella (6 raggi) di oro in basso su azzurro (citato in LEOM) |
|        | Alban (Veneto) (d'azzurro, a quattro bande d'argento, spinate sul lato superiore e cannellate su quello inferiore) (citato in STBV) (immagine dello Stemmario reale di Baviera.) |
|        | Albanelli (Sicilia) di rosso con sei stelle d'oro situate 3, 2 e 1 (citato in DAlena e in NBSC) Notizie storiche in Famiglie nobili di Sicilia. |
|        | Albanes (Sicilia) Titolo: barone di Boternò, Marco di Grado di rosso, al cane rampante d'argento, collarinato d'oro (citato in Mango e in DAlena) di rosso con un cane di argento rampante con collare d'oro (citato in NBSC) Notizie storiche in Famiglie nobili di Sicilia. |
|        | Albanese (Molfetta) d'argento, al pino terrazzato di verde e sinistrato da un leone, il tutto al naturale (citato in DAlena e in web.archive.org, https://web.archive.org/web/20121208072646/http://www.molfetta.net/araldica/index.php.) |
|        | Albanese (Chioggia) (la blasonatura non è stata ancora caricata) (citato in Araldica gentilizia (archiviato dall'url originale il 4 marzo 2016).) |
|        | Albanese (Napoletano) (la blasonatura non è stata ancora caricata) (citato in NBNA) |
|        | Albanese (Sicilia) di argento con una fascia azzurra caricata da un sole d'oro (citato in NBSC) Notizie storiche in Famiglie nobili di Sicilia. |
|        | Albanesi (Modena, Ferrara) (la blasonatura non è stata ancora caricata) (citato in UNFE) Immagine nella Biblioteca Estense Universitaria (id. 588). |
|        | Albanesi (la blasonatura non è stata ancora caricata) (citato in UNFE) Immagine nella Biblioteca Estense Universitaria (id. 3651). |
|        | Albanesi (Modena) (la blasonatura non è stata ancora caricata) (citato in UNFE) Immagine nella Biblioteca Estense Universitaria (id. 1511). |
|        | Albanesi (Bologna) (la blasonatura non è stata ancora caricata) (citato in BLBO - immagine in Blasone Bolognese (archiviato dall'url originale il 4 marzo 2016).) |
|        | Albaneto (Sicilia) di verde, a tre monti d'argento sormontati da una stella d'oro (citato in Mango e in DAlena) alias di verde con tre monti di argento sormontati da una stella rossa (citato in NBSC) Notizie storiche in Famiglie nobili di Sicilia. |
|        | Albani (Bergamo) Titolo: Conte Palatino, Nobile troncato di rosso e di azzurro, alla fascia nella partizione, accompagnata da tre stelle (6) il tutto d'oro (citato in SPRE – Vol. I pag. 332 e Vol. IX pag. 187) fascia di oro su troncato di rosso e di azzurro - 2 stelle (6 raggi) di oro su rosso - stella (6 raggi) di oro su azzurro (citato in LEOM) alias troncato di rosso e di azzurro, alla fascia nella partizione, accompagnata da tre stelle a otto raggi il tutto d'oro (Immagine nella Raccolta stemmi Trippini (JPG).)                                                                                   |
|        | Albani (Roma) d'azzurro, alla riga accompagnata da una stella (6) nel capo e da una montagna di tre cime movente dalla punta, il tutto d'oro (citato in GUCA – pag. 451, in MONT - pag. 152 e in DAlena) |
|        | Albani o Albano (Sicilia, Napoletano) d'azzurro, alla fascia d'oro, accompagnata da una stella d'oro di sei raggi in capo, e da tre monti d'oro in punta (citato in Mango e in NBSC) alias d'azzurro alla fascia d'oro, accompagnata nel capo da una stella di otto raggi d'argento e da un monte di tre cime d'oro movente dalla punta (citato in NBNA) Notizie storiche in Famiglie nobili di Sicilia. Ulteriori notizie storiche in Nobili napoletani. |
|        | Albani, (da Albano Vercellese, in Vercelli) Titolo: famiglia o, piuttosto consortile di famiglie dette dei gentiluomini di Albano (Vercellese), Signori di S. Damiano (di vercelli), Consignori di Sandigliano Palato d'oro e di rosso, i pali di rosso carichi ciascuno di tre leoni rinchiusi in una cinta ovale, il tutto dell'uno nell'altro Motto: Pour etre bon sujet e Adiutor et protector mihi Deus (citato in SUBL; MANN, vol. II, p. 19) |
|        | Albani (Veneto) (d'argento, a quattro bande d'azzurro) (citato in STBV) (immagine dello Stemmario reale di Baviera.) |
|        | Albani (Cesena) (la blasonatura non è stata ancora caricata) (citato in BLCW) Immagine in Blasone Cesenate. |
|        | Albani (Istria, Venezia) (la blasonatura non è stata ancora caricata) (citato in UNFE) Immagine nella Biblioteca Estense Universitaria (id. 6950). |
|        | Albani (la blasonatura non è stata ancora caricata) (citato in UNFE) Immagine nella Biblioteca Estense Universitaria (id. 369). |
|        | Albani (Modena, Ferrara) (la blasonatura non è stata ancora caricata) (citato in UNFE) Immagine nella Biblioteca Estense Universitaria (id. 584). |
|        | Albani (Roma) (la blasonatura non è stata ancora caricata) (citato in UNFE) Immagine nella Biblioteca Estense Universitaria (id. 3645 e id. 2681). |
|        | Albani (Modena) (la blasonatura non è stata ancora caricata) (citato in UNFE) Immagine nella Biblioteca Estense Universitaria (id. 1419). |
|        | Albano (Napoletano) d'azzurro, alla fascia accompagnata nel capo da una stella a 6 raggi ed in punta da un monte a tre cime, il tutto d'oro (citato in NBNA e in STVS) |
|        | Albano (Napoletano) (la blasonatura non è stata ancora caricata) (troncato d'azzurro e di rosso, alla fascia attraversante sulla partizione e accompagnata da tre stelle (8), due in capo e una in fascia, il tutto d'oro) (citato in NBNA) |
|        | Albanus (Bergamo) (la blasonatura non è stata ancora caricata) (citato in UNFE) Immagine nella Biblioteca Estense Universitaria (id. 5526). |
|        | Albanus (Bergamo) (la blasonatura non è stata ancora caricata) (citato in UNFE) Immagine nella Biblioteca Estense Universitaria (id. 5543). |
|        | Albaregno (Veneto) (la blasonatura non è stata ancora caricata) (citato in STBV) (immagine dello Stemmario reale di Baviera.) |
|        | Albarelli (Finale Emilia, Modena) d'oro, alla quercia al naturale, nodrita sopra un ristretto di terreno di verde e sormontata da un nastro di argento, bifido alle estremità, ondeggiante in fascia, caricato da tre stelle di sette raggi di rosso (citato in SPRE – Vol. IX pag. 187) albero di quercia al naturale su ristretto di verde su oro - nastro di argento bifido caricato da 3 stelle (7 raggi) di rosso su oro (citato in LEOM) (la blasonatura non è stata ancora caricata) (citato in UNFE) Immagine nella Biblioteca Estense Universitaria (id. 3).                                                      |
|        | Albarelli (Finale Emilia) d'argento, a tre bande di rosso accompagnate da sei stelle d'oro, disposte nelle bande del campo 1, 2, 2, e 1, all'albero di verde attraversante sul tutto; col capo d'oro caricato di un'aquila di nero (citato in SPRE – Vol. IX pag. 188) albero di verde su - 3 bande di rosso su argento alternate a - 6 stelle (5 raggi) di oro poste 1,2,2,1 in banda su argento - aquila di nero su oro in capo (citato in LEOM) |
|        | Albarelli (Finale Emilia) d'azzurro all'albero di verde, sinistrato da un uccello volante di nero, col capo d'azzurro caricato da un cuore di rosso accostato da quattro gigli d'oro e sostenuto da una fascia d'argento (citato in SPRE – Vol. IX pag. 188) albero di verde su azzurro - uccello in volo di nero in alto a destra su azzurro - cuore di rosso tra 4 gigli di oro su azzurro in capo - trangla di argento (citato in LEOM) |
|        | Albarenno (Veneto) (la blasonatura non è stata ancora caricata) (citato in STBV) (immagine dello Stemmario reale di Baviera.) |
|        | Albaresani (Ferrara) Trinciato d'azzurro e d'oro, al grifo dell'uno all'altro (citato in CROD - Vol. I pag. 19) |
|        | Albari (Bologna) (la blasonatura non è stata ancora caricata) (citato in BLBO - immagine in Blasone Bolognese (archiviato dall'url originale il 7 aprile 2017).) |

### Albe
| Stemma | Casato e blasonatura |
| ------ | --- |
|        | Albensio (Napoletano) (la blasonatura non è stata ancora caricata) (citato in NBNA) |
|        | Alberegno (Isola, Venezia) (la blasonatura non è stata ancora caricata) (citato in UNFE) Immagine nella Biblioteca Estense Universitaria (id. 7177). |
|        | Alberesani (Ferrara) Grifone (citato in DAlena) |
|        | Albergara (Sicilia) Giglio (citato in DAlena) |
|        | Albergaria (Sicilia) d'azzurro, sparso di gigli d'oro, e la banda di nero, caricata da tre scudetti del secondo, attraversante (citato in Mango) d'azzurro sparso di gigli d'oro, ed una banda nera caricata da tre scudetti d'oro broccante sul tutto (citato in NBSC) Notizie storiche in Famiglie nobili di Sicilia. |
|        | Albergati (Bologna) d'azzurro, alla banda di rosso bordata d'oro (citato in GUCA – pag. 85, in MONT - pag. 112, in DOLF - pag. 28 e in DAlena) |
|        | Albergati (Cesena) (la blasonatura non è stata ancora caricata) (citato in BLCW) Immagine in Blasone Cesenate. |
|        | Albergati (Firenze, Bologna) D'azzurro, alla banda d'argento (citato in ASFI) |
|        | Albergati (Roma, Bologna) D'azzurro alla banda d'argento, bordata di rosso (citato in DAlena (Crollalanza)) (la blasonatura non è stata ancora caricata) (citato in UNFE) Immagine nella Biblioteca Estense Universitaria (id. 3466). (la blasonatura non è stata ancora caricata) (citato in BLBO - immagine in Blasone Bolognese (archiviato dall'url originale il 4 marzo 2016).) |
|        | Albergatus (la blasonatura non è stata ancora caricata) (citato in UNFE) Immagine nella Biblioteca Estense Universitaria (id. 5278 e id. 5279). |
|        | Alberghetti (Treviso) Titoli: Nobile, Consignore di Meduna inquartato: al 1º e 4º, d'azzurro alla torre d'argento, aperta e finestrata di nero, cimata da un tortello di nero fra un volo d'argento; al 2º e 3º d'azzurro a tre bande d'oro. Sul tutto uno scudetto coronato all'antica d'oro e troncato di rosso e d'oro, il primo punto caricato di una M gotica, d'oro (citato in SPRE – Vol. I pag. 332 e Vol. IX pag. 188) lettera M maiuscola gotica di oro sul rosso dello scudetto troncato di rosso e di oro e coronato di oro su - torre di argento aperta e finestrata di nero - palla dello stesso alata di argento su azzurro - 3 bande di oro su azzurro (citato in LEOM) Motto: Satis meruisse |
|        | Alberghetti (Bologna) (d'argento, a tre fasce d'azzurro ritirate dal fianco sinistro dello scudo fino al centro) (citato in BLBO - immagine in Blasone Bolognese (archiviato dall'url originale il 4 marzo 2016).) |
|        | Alberghetti (Bologna) (la blasonatura non è stata ancora caricata) (citato in BLBO - immagine in Blasone Bolognese (archiviato dall'url originale il 5 marzo 2016).) |
|        | Alberghi (Bologna) (la blasonatura non è stata ancora caricata) (citato in BLBO - immagine in Blasone Bolognese (archiviato dall'url originale il 4 marzo 2016).) |
|        | Alberghini (Bologna) (la blasonatura non è stata ancora caricata) (citato in BLBO - immagine in Blasone Bolognese (archiviato dall'url originale il 5 marzo 2016).) |
|        | Albergotti e Albergotti Siri (Arezzo) bandato di oro e di nero; la seconda banda di nero caricata nel capo d'una stella di sei raggi d'oro (citato in SPRE – Vol. I pag. 333) bandato di oro e di nero - stella (6 raggi) di oro sulla seconda banda di nero (citato in LEOM) (Immagine nella Raccolta stemmi Trippini (JPG).) |
|        | Albergotti (Arezzo, Firenze, Pistoia) Bandato di sei pezzi d'oro e di nero alias Bandato di sei pezzi d'oro e di nero, la pezza centrale del secondo caricata di una stella a sei (o otto) punte del primo (immagine di ASFI in archiviodistato.firenze.it, https://web.archive.org/web/20140221113028/http://www.archiviodistato.firenze.it/ceramellipapiani2/index.php?page=Famiglia&id=67 (archiviato dall'url originale il 21 febbraio 2014).) (citato in ASFI) (Immagine nella Raccolta stemmi Trippini (JPG).) |
|        | Albergotti (Toscana) (DE) In Gold 3 schwarze Schrägbalken, der mittlere belegt mit 1 achtstrahligen goldenen Stern im rechten Obereck (citato in KHIF) |
|        | Albergotti (Toscana) (DE) In Schwarz 3 goldene Schrägbalken, zwischen den beiden unteren 1 achtstrahliger goldener Stern (citato in KHIF) |
|        | Alberi (Cesena) (la blasonatura non è stata ancora caricata) (citato in BLCW) Immagine in Blasone Cesenate. |
|        | Alberici (Spoleto) d'azzurro al leone d'oro (citato in SPRE – Vol. I pag. 334) leone rampante di oro su azzurro (citato in LEOM) Cimiero: uno struzzo d'argento tenente nel becco un ferro di cavallo al naturale |
|        | Alberici (Orvieto) di azzurro al leone d'oro rampante linguato di rosso (citato in SPRE – Vol. IX pag. 189) leone rampante di oro su azzurro (citato in LEOM) Cimiero: uno struzzo d'argento, tenente nel becco un ferro di cavallo al naturale Motto: Durissima conficit |
|        | Alberici (Roma) Leone leopardito (citato in DAlena) |
|        | Alberici (Roma) D'azzurro, al leone rivoltato, lampassato di rosso, cimato da un elmo graticolato, pure rivoltato, sostenente una colomba tenente col becco un ferro di cavallo, il tutto al naturale (immagine in Rust, Alberici (PDF). URL consultato il 25 giugno 2013 (archiviato dall'url originale il 4 marzo 2016).) alias D'azzurro al leone rampante con elmo d'argento in capo posto in profilo graticolato con cinque affibbiature, sormontato da una colomba d'argento tenente nel becco un ferro di cavallo di nero (citato in Campidoglio, vol. I, pag. 36) |
|        | Alberici (Cesena) (la blasonatura non è stata ancora caricata) (citato in BLCW) Immagine in Blasone Cesenate. |
|        | Alberici (Bologna) (la blasonatura non è stata ancora caricata) (citato in BLBO - immagine in Blasone Bolognese (archiviato dall'url originale il 4 marzo 2016).) |
|        | Alberighi (Firenze) D'azzurro, a tre catene poste in pergola d'oro (o d'argento), unite nel cuore per un anello dello stesso (immagine di ASFI in archiviodistato.firenze.it, https://web.archive.org/web/20140221115011/http://www.archiviodistato.firenze.it/ceramellipapiani2/index.php?page=Famiglia&id=68 (archiviato dall'url originale il 21 febbraio 2014).) (citato in ASFI) |
|        | Alberighi (Firenze) D'azzurro, all'albero al naturale, nodrito su un monte di sei cime d'oro, e accostato da due crescenti affrontati d'argento (immagine di ASFI in archiviodistato.firenze.it, https://web.archive.org/web/20140221054145/http://www.archiviodistato.firenze.it/ceramellipapiani2/index.php?page=Famiglia&id=69 (archiviato dall'url originale il 21 febbraio 2014).) (citato in ASFI) |
|        | Alberighi (Firenze) D'oro, all'albero sradicato al naturale, accostato da due stelle a otto punte d'azzurro (immagine di ASFI in archiviodistato.firenze.it, https://web.archive.org/web/20140221093836/http://www.archiviodistato.firenze.it/ceramellipapiani2/index.php?page=Famiglia&id=70 (archiviato dall'url originale il 21 febbraio 2014).) (citato in ASFI) |
|        | Alberigi Quaranta (Mantova) Titolo: Conte inquartato: al 1º e 4º d'azzurro a tre gigli sbocciati d'oro, male ordinati; al 2º e 3º d'oro al capo e collo di drago, al naturale, strappato, coronato del campo; colla croce formata da quattro catene legate in cuore ad un anello, d'argento, attraversante sulla partizione (citato in SPRE – Vol. I pag. 334) croce formata da 4 catene legate in cuore ad un anello tutto di argento su inquartato di azzurro e di oro - 3 gigli di giardino di oro su azzurro posti 1,2 - testa e collo di drago al naturale coronato di oro su oro (citato in LEOM) Cimiero: il giglio sbocciato del campo, accostato da quattro capi e colli d'aquila, di nero, coronati di oro, i due di sinistra rivoltati |
|        | Alberigni (Asolo, Venezia) (la blasonatura non è stata ancora caricata) (citato in UNFE) Immagine nella Biblioteca Estense Universitaria (id. 5658). |
|        | Alberigo o Alberigo Quaranta (Mantova) Titolo: Marchesi di Mombaruzzo, Conti e Signori di Fubine, Signori di Quaranti Troncato d'azzurro e d'oro, il primo a tre gigli del secondo, con la catena d'argento, passante sulla partizione alias Inquartato, al 1° e 4° d'azzurro, a tre gigli d'oro male ordinati, al 2° e 3° d'oro, al capo e collo di drago, partiti di rosso e di verde, coronati del campo, con la catena d'argento attraversante sulla inquartatura alias Inquartato, al 1° e 4° d'azzurro, a tre gigli d'oro male ordinati, al 2° e 3° d'oro, al capo e collo di drago, partiti di rosso e di verde, coronati del campo, con la croce formata da quattro catene legate in cuore da un anello d'argento, attraversante sulla partizione alias Di rosso, mantellato d'oro, il 1° a due stelle (6), il secondo al monte di tre vette, all'italiana, il tutto d'oro, con il capo pure d'oro, carico di un'aquila di nero alias Vaiato d'argento e d'oro (citato in SUBL, MANN, vol. II, 20) |
|        | Alberigo (Mulgia, Venezia) (la blasonatura non è stata ancora caricata) (citato in UNFE) Immagine nella Biblioteca Estense Universitaria (id. 7099). |
|        | Alberini (Roma) Di rosso, a tre clave d'argento poste in banda l'una sull'altra, alla torre di due palchi d'azzurro attraversante; alla bordura inchiavata d'azzurro e d'argento (immagine in Rust, Alberini (PDF).) alias Di rosso a tre zampogne d'argento poste in banda l'una sull'altra coll'imboccatura in basso; alla torre di due piani di azzurro aperta di nero attraversante sul tutto, alla bordura inchiavata di azzurro e di oro (citato in Campidoglio, vol. I, pag. 37) |
|        | Alberini (Viterbo) anche De Alberinis (di rosso, a tre clave d'oro poste in banda l'una sull'altra, alla torre di due palchi d'argento attraversante) (immagine dello Stemmario reale di Baviera.) |
|        | Alberoni (Cesena) (la blasonatura non è stata ancora caricata) (citato in BLCW) Immagine in Blasone Cesenate. |
|        | Alberotanza (Mola di Bari, Bari) (la blasonatura non è stata ancora caricata) (citato in DAlena) |
|        | Albertani (Colle, Firenze) D'azzurro, alla fascia di rosso, accompagnata da tre gigli d'oro, 2.1 (immagine di ASFI in archiviodistato.firenze.it, https://web.archive.org/web/20140221073644/http://www.archiviodistato.firenze.it/ceramellipapiani2/index.php?page=Famiglia&id=71 (archiviato dall'url originale il 21 febbraio 2014).) (citato in ASFI) |
|        | Albertarelli (Cesena) (la blasonatura non è stata ancora caricata) (citato in BLCW) Immagine in Blasone Cesenate. |
|        | Albertazzi (Roma) di azzurro alla fascia d'oro merlata inferiormente di quattro pezzi, sostenente un'aquila d'argento col volo abbassato, ed accompagnata in punta da tre gigli d'oro ordinati in fascia (citato in SPRE – Vol. IX pag. 190) fascia di oro merlata inferiormente (4 pezzi) su azzurro - aquila di argento ali abbassate posta sulla fascia su azzurro - 3 gigli di oro in basso posti in fascia su azzurro (citato in LEOM) Motto: Adelaide Liberata |
|        | Albertelli (Parma, Viterbo, Milano) Titolo: Nobile d'azzurro ai tre alberi di verde sulla campagna dello stesso; il fusto del secondo sorreggente un libro aperto con nastro d'argento svolazzante e sormontati da una stella a sei punte dello stesso (citato in SPRE – Vol. I pag. 328 e Vol. IX pag. 190) 3 alberi (forse cipressi) di verde il centrale più alto su terrazzo dello stesso su azzurro - sul fusto del centrale un libro aperto con nastro di argento svolazzante sugli altri 2 - stella (6 raggi) di argento in alto su azzurro (citato in LEOM) |
|        | Albertengo (Bagnolo, Barge, Vigone e Torino) Titoli: Conti di Bagnolo, Monasterolo, Signori di Bagnolo, Campiglione, Bibiana, Casalgrasso, Lusernetta d'argento, al leone di rosso (citato in SPRE – Vol. I pag. 335 e Vol. IX pag. 190, in SUBL, in ARCN, in MANN, vol. II, pp. 20–22) e in Franchi-Verney, p. 3 leone rampante di rosso su argento (citato in LEOM) Cimiero: il leone del campo Motto: Bien avant |
|        | Alberti d'azzurro, a quattro catene d'oro, moventi dagli angoli dello scudo, e legate nel cuore da un anello dello stesso (citato in MONT – pag. 144) (DE) In Blau 4 anstoßende goldene Ketten, schragenweise gelegt und durch 1 goldenen Ring verbunden (citato in KHIF) |
|        | Alberti (da Briga Marittima, in Torino e Siena) Titolo: Conte d'azzurro, a 4 catene d'argento, moventi dagli angoli dello scudo, legate nel cuore ad un anello d'oro (citato in SPRE – Vol. I pag. 335e in SUBL; MANN, vol. II, p. 23) croce di Sant'Andrea formata da 4 catene di argento uscenti dagli angoli dello scudo legate in cuore ad un anello di oro su azzurro (citato in LEOM) |
|        | Alberti (Briga) Titolo: Consignori di Briga D'azzurro a quattro catene d'argento moventi dagli angoli dello scudo, legate nel cuore a un anello d'oro (citato in SUBL; MANN, vol. II, p. 24) |
|        | Alberti (Briga) Titolo: consignore di Cavoretto, Genola; conte D'azzurro a quattro catene d'argento moventi dagli angoli dello scudo, legate nel cuore a un anello d'oro (citato in SUBL, in ARCN e in MANN, vol. II, p. 24) |
|        | Alberti (da Saluzzo, in Savigliano) Titolo: Conte di Pessinetto troncato: al 1º d'azzurro, al sole di oro, nascente dalla partizione; al 2º d'argento, a tre rose di rosso, bottonate d'oro ordinate in fascia (citato in SPRE – Vol. I pag. 336 e in SUBL; MANN, vol. II, p. 25) sole di oro nascente dalla troncatura su azzurro - 3 rose di rosso bottonate di oro poste in fascia su argento (citato in LEOM) Cimiero: una stella (8) d'oro Motto: Pulchrior in tenebris |
|        | Alberti (Firenze) d'azzurro, al monte d'oro di tre cime, sormontato da un sole dello stesso; al capo di oro caricato di un'aquila bicipite di nero, coronata dello stesso (citato in SPRE – Vol. I pag. 336) |
|        | Alberti (Firenze) d'azzurro, al monte ristretto di tre cime d'oro sormontato da un sole raggiante dello stesso; col capo d'oro carico di un'aquila bicipite di nero, coronata del campo (citato in SPRE – Vol. IX pag. 191) monte a 3 cime di oro su azzurro - sole di oro in alto su azzurro - aquila bicipite di nero coronata di oro su oro in capo (citato in LEOM) |
|        | Alberti (Genova) Titoli: Conte, Patrizio Fiorentino d'azzurro a quattro catene di argento, moventi dagli angoli dello scudo e legate in cuore da un anello dello stesso (citato in SPRE – Vol. I pag. 336 e in GUCA - pag. 119 e 371) croce di Sant'Andrea formata da 4 catene di argento uscenti dagli angoli dello scudo legate in cuore ad un anello dello stesso su azzurro (citato in LEOM) Cimiero: 1º una donna con due ali bianche; 2º una cerva bianca giacente dinanzi a un fascio di piume; 3º un angelo di profilo con le ali abbassate; 4º un leopardo nascente Supporti: due leopardi al naturale Motto: His adstringor catenis |
|        | Alberti (Arezzo, Firenze) D'azzurro, a quattro catene d'argento moventi dai quattro angoli dello scudo e riunite in cuore per un anello dello stesso (immagine di ASFI in https://web.archive.org/web/20140221165445/http://www.archiviodistato.firenze.it/ceramellipapiani2/index.php?page=Famiglia&id=72 (archiviato dall'url originale il 21 febbraio 2014). (immagine di ASFI in archiviodistato.firenze.it, https://web.archive.org/web/20140221095449/http://www.archiviodistato.firenze.it/ceramellipapiani2/index.php?page=Famiglia&id=75 (archiviato dall'url originale il 21 febbraio 2014).) (citato in ASFI) (Immagine nella Raccolta stemmi Trippini (JPG).) |
|        | Alberti (Bibbiena, Firenze) D'azzurro, a quattro catene al naturale, moventi dai quattro angoli dello scudo e riunite in cuore per un anello dello stesso (citato in ASFI) |
|        | Alberti (Firenze) Partito: nel 1º troncato: a/ scaccato d'azzurro e d'argento, b/ di rosso pieno; nel 2º d'oro, a tre fasce d'azzurro (immagine di ASFI in archiviodistato.firenze.it, https://web.archive.org/web/20140221072008/http://www.archiviodistato.firenze.it/ceramellipapiani2/index.php?page=Famiglia&id=74 (archiviato dall'url originale il 21 febbraio 2014).) (citato in DAlena e in ASFI alias Troncato: nel 1º scaccato di [azzurro] e di [argento]; nel 2º di [rosso] pieno (citato in ASFI) |
|        | Alberti (Firenze) Palato di sei pezzi di... e di..., alla banda attraversante di.... (citato in ASFI) |
|        | Alberti (Sansepolcro) D'azzurro, alla fascia doppiomerlata, accompagnata da tre coppe coperte, 2.1, e da una cometa ondeggiante in palo posta nel capo; il tutto d'oro (immagine di ASFI in archiviodistato.firenze.it, https://web.archive.org/web/20140221163849/http://www.archiviodistato.firenze.it/ceramellipapiani2/index.php?page=Famiglia&id=77 (archiviato dall'url originale il 21 febbraio 2014).) (citato in ASFI) |
|        | Alberti (Siena) D'azzurro, al monte di tre cime d'oro, sormontato dal sole dello stesso, il tutto abbassato sotto il capo dell'Impero (immagine di ASFI in archiviodistato.firenze.it, https://web.archive.org/web/20140221162116/http://www.archiviodistato.firenze.it/ceramellipapiani2/index.php?page=Famiglia&id=78 (archiviato dall'url originale il 21 febbraio 2014).) (citato in ASFI) |
|        | Alberti (Siena) troncato: nel 1º d'oro, all'aquila bicipite di nero, coronata all'imperiale di rosso; nel 2º d'azzurro, al monte di tre cime d'oro, sormontato dal sole dello stesso (Immagine nella Raccolta stemmi Trippini (JPG).) |
|        | Alberti (Narni) d'argento ad un albero sradicato di verde, accostato da due leoni di rosso affrontati e controrampanti al fusto (citato in SPRE – Vol. II pag. 378) |
|        | Alberti (Sospello) D'azzurro, a due catene d'oro, decussate Motto: His adstringor (citato in SUBL; MANN, vol. II, p. 24) |
|        | Alberti o Alberto (Cuneo, Caraglio) Titolo: nobile D'azzurro, al leone d'oro, tenente un albero d'argento (arma incerta) (citato in SUBL) di azzurro, al leone rampante d'oro, tenente un arbora di argento, smorzata (citato in ARCN) alias Troncato d'oro e di rosso, al pioppo troncato di verde e d'argento, sostenuto da un leone troncato di rosso e d'oro (arma incerta) (citato in SUBL) uno scudo spaccato d'oro, e di rosso con una pianta di pioppo o sia albero sradicato sopra il tutto, col fusto, e radici sopra il rosso, e i due rami di tre foglie caduno verdi sopra l'oro; un leone dell'uno all'altro rampante contro l'albero (citato in ARCN) Motto: Ex labore quies |
|        | Alberti e Degli Alberti (Venezia) Titolo: Nobile d'azzurro, a 4 catene scorciate, moventi in decusse da un anello posto in cuore, il tutto d'oro Cimiero: il leone di oro tenente una croce di rosso, trifogliata, nascente (citato in SPRE – Vol. I pag. 338) |
|        | Alberti (Sicilia) Titolo: barone di Nicchiara in Mineo, Pintodattolo; marchese di Pintodattolo d'azzurro, a quattro catene d'oro, moventi dai quattro angoli dello scudo, legate nel cuore ad un anello dello stesso, accompagnate nel capo dallo scudetto d'oro, caricato dal giglio allargato e bottonato di rosso. Corona di marchese (citato in Mango) d'azzurro alle catene d'oro unite al cuore da un anello dallo stesso, al capo uno scudetto d'oro caricato dal giglio di rosso (citato in PRTS) d'azzurro con una catena d'oro situata in croce di S. Andrea; in capo uno scudetto d'oro con giglio rosso (citato in NBSC) Notizie storiche in Famiglie nobili di Sicilia. |
|        | Alberti (Toscana) (DE) 7mal gold-schwarz geteilt (citato in KHIF) |
|        | Alberti (Toscana) (DE) 7mal gold-rot schräggeteilt, überdeckt von 1 silbernen Balken (citato in KHIF) |
|        | Alberti (Veneto) (d'azzurro, al leone d'argento, lampassato di rosso) (citato in STBV) (immagine dello Stemmario reale di Baviera.) |
|        | Alberti (Bretagna, Venezia) (la blasonatura non è stata ancora caricata) (citato in UNFE) Immagine nella Biblioteca Estense Universitaria (id. 5659). |
|        | Alberti (Toscana) (la blasonatura non è stata ancora caricata) (citato in UNFE) Immagine nella Biblioteca Estense Universitaria (id. 4486). |
|        | Alberti (Spalato) 2 bande di oro su azzurro (citato in LEOM) |
|        | Alberti (Cremona) d'azzurro ad un albero al naturale nutrito nella pianura di verde, e ai due leoni d'oro moventi dalla pianura, affrontati e controrampanti al tronco dell'albero; col capo d'oro all'aquila di nero (citato in BLCR) Immagine in Blasonario Cremonese (archiviato dall'url originale il 2 marzo 2017). |
|        | Alberti (Cesena) (la blasonatura non è stata ancora caricata) (citato in BLCW) Immagine in Blasone Cesenate. |
|        | Alberti (la blasonatura non è stata ancora caricata) (citato in UNFE) Immagine nella Biblioteca Estense Universitaria (id. 4264). |
|        | Alberti (Trento) (la blasonatura non è stata ancora caricata) (citato in UNFE) Immagine nella Biblioteca Estense Universitaria (id. 3177). |
|        | Alberti Bonaccorsi (Toscana) (DE) Gold-rot geteilt im Zinnenschnitt, oben 1 rote Lilie (citato in KHIF) |
|        | Alberti Cermison (Verona) Titoli: Nobile, Conte Palatino d'azzurro, a 4 catene scorciate, moventi in decusse da un anello posto in cuore, il tutto d'oro Cimiero: il leone di oro, tenente una croce di rosso trifogliata, nascente (citato in SPRE – Vol. I pag. 339) |
|        | Alberti conti di Mangona (Toscana) (DE) Gespalten: Rechts unter 1 blau-silber geschachten Schildhaupt in Rot 1 achtstrahliger goldener Stern, links in Gold 3 blaue Balken (citato in KHIF) |
|        | Alberti d'Enno (Trentino) stella (5 raggi) di oro su sbarra di azzurro su argento (citato in LEOM) |
|        | Alberti de Enno (Genova, Trento, Denno) Titoli: Conte del S.R.I. inquartato: nel 1º e 4º d'oro alla mezz'aquila di nero coronata d'oro, uscente dalla partizione; nel 2º e 3º di argento alla banda d'azzurro carica di una stella (6) d'oro (citato in SPRE – Vol. I pag. 339) 2 mezze aquile di nero coronate di oro uscenti la prima da destra e la seconda da sinistra della partizione su oro - stella (6 raggi) di oro su banda di azzurro su argento (citato in LEOM) Cimiero: due ali al naturale ciascuna alla fascia d'azzurro carica di una stella (6) d'oro Motto: Per aspera ad astra |
|        | Alberti del Giudice (Firenze) D'azzurro a 4 catene d'argento moventi dai 4 angoli dello scudo ed uniti in cuore da un anello dello stesso (citato in DAlena) (DE) In Blau 4 anstoßende goldene Ketten, schragenweise gelegt und durch 1 goldenen Ring verbunden (citato in KHIF) Cimiero: un leone nascente d'oro tenente una lista fluttuante d'argento colla leggenda in lettere di nero: HIS ASTRINGOR CATENIS |
|        | Alberti de Strada (Nizzardo) Titolo: Conti di Castelnuovo di Nizza Partito, al 1° di Alberti, al 2° di Strada, che è d'oro, al palo doppiomerlato, accostato da due gigli, il tutto di rosso (citato in SUBL; MANN, vol. II, p. 24) |
|        | Alberti di Poja (Trento, Riva sul Garda, Poia) Titoli: Nobile di Poia, Conte del S.R.I. troncato: a) di azzurro all'aquila di argento con le ali, artigli e rostro d'oro, linguata di rosso; b) palato di rosso e di verde di 6, alla fascia ristretta d'oro sulla troncatura (citato in SPRE – Vol. I pag. 339) fascia in divisa di oro su troncato di azzurro e palato di rosso e di verde - aquila di argento forse coronata di oro su azzurro (citato in LEOM) Cimiero: 1º l'aquila dello scudo con la testa rivoltata; 2º l'albero di lauro di verde, fruttato d'oro; 3º il leone coronato di oro con la coda rialzata Sostegni: due leoni coronati d'oro, linguati di rosso, con la coda alzata e con la testa rivolta all'infuori |
|        | Alberti Ristori e Alberti Baciabechi (Toscana) (DE) Gold-rot geteilt im Zinnenschnitt (citato in KHIF) |
|        | Albertinelli (Firenze) D'oro, alla testa di moro di nero, attortigliata di rosso (immagine di ASFI in archiviodistato.firenze.it, https://web.archive.org/web/20140221113522/http://www.archiviodistato.firenze.it/ceramellipapiani2/index.php?page=Famiglia&id=80 (archiviato dall'url originale il 21 febbraio 2014).) (citato in ASFI) |
|        | Albertinelli (Firenze) D'argento, alla palla di nero (immagine di ASFI in archiviodistato.firenze.it, https://web.archive.org/web/20140221053725/http://www.archiviodistato.firenze.it/ceramellipapiani2/index.php?page=Famiglia&id=81 (archiviato dall'url originale il 21 febbraio 2014).) (citato in ASFI) |
|        | Albertini (Napoli, Cimitile, Nola, Milano) Titoli: Principe di Loverano, di Cimitile, di S. Severino di Cammarota, di Faggiano; Marchese di S. Marzano; conte palatino, di Prato; barone di Camposano, di Tufino, di Vignola, di Sirignano, di San Barbato, di Castelcicala, di Franchino; signore di Grottola, Foresta, Ortoli, Saccaccio, Infermeria, Canonica, Starza di San Paolo, Fabbrica; Patrizio Napolitano, Don, di azzurro, all'aquila spiegata di argento coronata d'oro attraversata da una fascia di rosso caricata di cinque gigli di oro (citato in SPRE – Vol. I pag. 340 e Vol. IX pag. 195 e in PRTS) 5 gigli di oro su fascia di rosso su aquila di argento coronata di oro su azzurro (citato in LEOM) alias d'azzurro all'aquila d'argento coronata d'oro, attraversata da una fascia rossa caricata da cinque gigli d'oro e accompagnata da un monte d'oro di sei cime movente dalla punta (citato in NBNA) Motto: Nulla vi invertitur ordo Notizie storiche in Nobili napoletani. |
|        | Albertini d'argento, al pino sradicato di verde, sinistrato e sostenuto da un genio alato, al naturale (citato in MONT – pag. 161) |
|        | Albertini (Firenze, Verona) inquartato: nel 1º partito: I. d'oro a una testa di moro attorcigliata del campo; 2, interzato in fascia: a) d'azzurro al cappello cardinalizio di rosso; b) di rosso al leone leopardito di argento; c) d'argento pieno; nel 2º d'azzurro a 3 stelle d'8 raggi sormontate da 3 gigli d'oro, posti fra i quattro pendenti di un lambello di rosso; nel 3º partito: nel I d'argento a un angioletto di carnagione, cinto di una sciarpa del campo e tenente fra le mani un albero al naturale; nel 2º d'azzurro al capriolo di rosso sormontato da una stella di 8 raggi d'oro; nel 4º d'oro alla croce di rosso, accantonata da 4 rose, di quattro foglie di rosso. Sul tutto: d'azzurro ad un volo abbassato d'argento bordato d'oro. Al capo di nero alla croce biforcata d'argento (citato in SPRE – Vol. I pag. 341) volo (2 ali) abbassato di argento su scudetto di azzurro su - testa di moro al naturale di profilo attorcigliata di argento su oro - cappello cardinalizio di rosso su azzurro - leone passante di argento su rosso - argento pieno - 3 stelle (8 raggi) di argento su azzurro poste 2,1 - capo d'Angiò - angioletto di carnagione cinto da una sciarpa di argento e tenente tra le mani un albero al naturale sradicato su argento - scaglione di rosso su azzurro - cimato da stella (8 raggi) di oro su azzurro - croce di rosso accantonata da 4 rose di 4 petali di rosso su oro - croce di Malta di argento su nero in capo (citato in LEOM) |
|        | Albertini (Firenze, Prato) D'azzurro, a tre stelle a otto punte d'oro, 2.1, abbassate sotto il capo cucito d'Angiò (citato in ASFI) |
|        | Albertini (Firenze, Prato) D'azzurro, allo scaglione di rosso, sormontato da una stella a otto punte d'oro (immagine di ASFI in archiviodistato.firenze.it, https://web.archive.org/web/20140221052435/http://www.archiviodistato.firenze.it/ceramellipapiani2/index.php?page=Famiglia&id=84 (archiviato dall'url originale il 21 febbraio 2014).) (citato in ASFI) |
|        | Albertini (Firenze, Prato) D'azzurro, al volo abbassato d'argento (immagine di ASFI in archiviodistato.firenze.it, https://web.archive.org/web/20140221115124/http://www.archiviodistato.firenze.it/ceramellipapiani2/index.php?page=Famiglia&id=85 (archiviato dall'url originale il 21 febbraio 2014).) alias Inquartato: nel 1º, partito: 1/ d'oro, alla testa di moro di nero, attortigliata d'argento, 2/ interzato in fascia: a/ d'azzurro, al cappello cardinalizio di rosso, b/ di rosso, al leopardo d'argento, c/ d'argento pieno; nel 2º d'azzurro, a tre stelle a otto punte d'oro, e al capo cucito d'Angiò; nel 3º partito: 1/ d'argento, all'angelo di carnagione, cinto da una sciarpa d'azzurro, appoggiato a un albero al naturale, nodrito sulla campagna di verde, 2/ d'azzurro, allo scaglione di rosso, sormontato da una stella a otto punte d'oro; nel 4º d'oro, alla croce di rosso accantonata da quattro rose dello stesso; sul tutto d'azzurro, al volo abbassato d'argento (citato in ASFI) |
|        | Albertini (Firenze) Di..., alla banda di..., caricata di tre uccelli fermi di... (citato in ASFI) |
|        | Albertini (Pescia, Prato) Di..., alla croce di..., accantonata da quattro rose di... (immagine di ASFI in archiviodistato.firenze.it, https://web.archive.org/web/20140221142728/http://www.archiviodistato.firenze.it/ceramellipapiani2/index.php?page=Famiglia&id=87 (archiviato dall'url originale il 21 febbraio 2014).) alias Di..., alla croce di..., accantonata da quattro stelle a otto punte di... (citato in ASFI) |
|        | Albertini (Pistoia) D'azzurro, al triangolo d'oro posto in mezzo a tre palle di rosso, 2.1 alias D'azzurro, allo scaglionetto scorciato d'oro, con la punta e i due bracci terminanti in tre anelletti dello stesso (citato in ASFI) |
|        | Albertini (Prato) D'azzurro, all'aquila dal volo abbassato d'argento, coronata di rosso e accompagnata da un monte di tre cime dello stesso, movente dalla punta, e alla banda attraversante di rosso, caricata di cinque gigli d'oro posti nel senso della pezza (citato in ASFI) |
|        | Albertini (Napoletano) (la blasonatura non è stata ancora caricata) (d'azzurro, all'aquila dal volo abbassato coronata d'oro, accompagnata da un monte di tre cime d'argento movente dalla punta, alla banda attraversante di rosso, caricata di cinque gigli d'oro) (citato in NBNA) |
|        | Albertini (Cagli) (la blasonatura non è stata ancora caricata) (citato in DAlena) |
|        | Albertini (Nola) Giglio (citato in DAlena) |
|        | Albertini (Catanzaro) D'azzurro all'aquila coronata d'oro attraversata da due filetti di rosso in banda e accompagnata in punta da tre gigli d'oro posti 2 e 1 (citato in DAlena e in BLCL) |
|        | Albertini (Chioggia) (la blasonatura non è stata ancora caricata) (citato in Araldica gentilizia (archiviato dall'url originale il 4 marzo 2016).) |
|        | Albertini (Verona) volo (2 ali) di argento su azzurro (citato in LEOM) |
|        | Albertini (Cesena) (la blasonatura non è stata ancora caricata) (citato in BLCW) Immagine in Blasone Cesenate. |
|        | Albertini (Cesena) (la blasonatura non è stata ancora caricata) (citato in BLCW) Immagine in Blasone Cesenate. |
|        | Albertini (Modena, Ferrara) (la blasonatura non è stata ancora caricata) (citato in UNFE) Immagine nella Biblioteca Estense Universitaria (id. 593). |
|        | Albertini (Napoli) (la blasonatura non è stata ancora caricata) (citato in UNFE) Immagine nella Biblioteca Estense Universitaria (id. 3657). |
|        | Albertini (Modena) (la blasonatura non è stata ancora caricata) (citato in UNFE) Immagine nella Biblioteca Estense Universitaria (id. 1541). |
|        | Alberto o Da Sant'Alberto (Bologna) squamato di argento su armellino - cane levriero corrente di argento su azzurro in capo (citato in LEOM) (la blasonatura non è stata ancora caricata) (citato in BLBO - immagine in Blasone Bolognese (archiviato dall'url originale il 4 marzo 2016).) |
|        | Alberto o Da Sant'Alberto (Bologna) (la blasonatura non è stata ancora caricata) (citato in BLBO - immagine in Blasone Bolognese (archiviato dall'url originale il 5 marzo 2016).) |
|        | Alberto (Bretagna, Venezia) (la blasonatura non è stata ancora caricata) (citato in UNFE) Immagine nella Biblioteca Estense Universitaria (id. 7172). |
|        | Albertoni (Cremona, Roma) Leone leopardito (citato in DAlena) |
|        | Albertoni (Cremona) Titolo: marchesi di Rasina, poi principi di Rasina. Conti di Macherio e di Val di Scalve, nobili d'oro a tre caprioli di rosso; col capo del primo sostenuto d'azzurro e caricato di un leone illeopardito del secondo (citato in BLCR) Motto: Non sine armis patria Immagine in Blasonario Cremonese (archiviato dall'url originale il 2 marzo 2017). |
|        | Albertoni (Bassano) Giglio (citato in DAlena) |
|        | Albertoni di Cremona (Bergamo) albero di verde accompagnato da 4 stelle (6 raggi) di oro poste ai lati in doppio palo uscente dalla troncatura su azzurro - prato di verde attraversato da un fiume di argento chiazzato di verde in cui nuota un pesce tonno al naturale posto in fascia coda a destra (citato in LEOM) |
|        | Albertoni Picenardi e Albertoni (Cremona, Milano) d'oro a tre scaglioni di rosso; col capo del primo sostenuto di rosso e carico di un leone del secondo illeopardito (citato in SPRE – Vol. I pag. 342) 3 scaglioni di rosso su oro - leone passante di rosso su oro in capo - trangla di rosso (citato in LEOM) Cimiero: il leone del campo, nascente |
|        | Albertoni Picenardi e Albertoni (Cremona, Milano) Titoli: Conte di Macherio, Conte di Val di Scalve (solo gli Albertoni), trattamento di Don e Donna inquartato al 1º e 4º di Albertoni che è: d'oro a tre scaglioni di rosso, col capo del primo sostenuto di roso e carico di un leone del secondo, illeopardito; al 2º e 3º di Valdiscalve che è: di azzurro a tre abeti, nudriti nella pianura erbosa con un orso passante, attraversante e intrecciante i tre tronchi, il tutto al naturale (citato in SPRE – Vol. I pag. 342 e Vol. IX pag. 196) 3 scaglioni di rosso su oro - leone passante di rosso su oro in capo - trangla di rosso - 3 alberi abeti attraversati da orso passante su terrazzo tutto al naturale su azzurro (citato in LEOM) Cimiero: il leone del campo, nascente, impugnante colla branca destra una spada posta in sbarra Sostegni: a destra: un leone di rosso; a sinistra: un orso al naturale, rampante, affrontati Motto: Non sine armis patria e Tutus in silvis |
|        | Albertuzzi (Bologna) (d'oro, allo scaglione di rosso) (citato in BLBO - immagine in Blasone Bolognese (archiviato dall'url originale il 4 marzo 2016).) |
|        | Albertuzzi (Bologna) (partito di rosso e d'argento, a due semivoli affrontati dell'uno nell'altro) (citato in BLBO - immagine in Blasone Bolognese (archiviato dall'url originale il 4 marzo 2016).) |
|        | Albesano (Leynì) Titolo: Consignori di Villar Almese D'azzurro, alla croce di Sant'Andrea, di rosso, cucita (citato in SUBL, MOLA, p. 59) |

### Albi
| Stemma | Casato e blasonatura |
| ------ | --- |
|        | Albici (Venezia) (la blasonatura non è stata ancora caricata) (citato in UNFE) Immagine nella Biblioteca Estense Universitaria (id. 3439). |
|        | Albici (Roma) (la blasonatura non è stata ancora caricata) (citato in UNFE) Immagine nella Biblioteca Estense Universitaria (id. 3428). |
|        | Albici (Bologna) (la blasonatura non è stata ancora caricata) (citato in BLBO - immagine in Blasone Bolognese (archiviato dall'url originale il 4 marzo 2016).) |
|        | Albicini (Forlì) d'oro al cervo d'azzurro uscente da un bosco di verde (citato in SPRE – Vol. I pag. 343) cervo rampante di azzurro uscente da bosco di verde su oro (citato in LEOM) |
|        | Albicini (Cesena) (la blasonatura non è stata ancora caricata) (citato in BLCW) Immagine in Blasone Cesenate. |
|        | Albicini (la blasonatura non è stata ancora caricata) (citato in UNFE) Immagine nella Biblioteca Estense Universitaria (id. 4972). |
|        | Albini (Cividale, Udine, Firenze) Titolo: Nobile partito: d'azzurro e di rosso, colla campagna di verde, al galo di argento beccato e membrato d'oro, crestato e barbato di rosso, ordito, afferrante colla zampa destra un teschio umano, colla sinistra un libro, l'uno e l'altro d'argento e caricanti la campagna, la testa del gallo caricante il campo azzurro, sormontata da tre stelle (6) d'oro, male ordinate (citato in SPRE – Vol. I pag. 343) alias azzurro pieno - gallo di argento beccato di oro e crestato e barbato di rosso afferrante con la destra un teschio umano e poggiante la sinistra su libro chiuso su terrazzo di verde su rosso - 3 stelle (6 raggi) di oro in alto su rosso poste 2,1 (citato in LEOM) Cimiero: il gallo del campo |
|        | Albini (Roma) interzato in fascia d'oro, d'argento e di rosso, coll'aquila di nero, coronata d'argento, armata di rosso, afferrante con ciascun artiglio un mezzo volo d'aquila, di nero, destro e sinistro, attraversante i primi due punti; il 3º alla torre di pietra, merlata alla ghibellina, fondata sulla vetta di un monte di tre cime, al naturale, accostata da due stelle d'argento (citato in SPRE – Vol. I pag. 344) aquila di nero coronata di argento afferrante con gli artigli 2 ali di nero sull'oro e l'argento dell'interzato di oro di argento e di rosso - torre di pietra su monte a 3 cime al naturale uscente dalla punta su rosso - affiancata da 2 stelle (5 raggi) di argento su rosso (citato in LEOM) Motto: Ab alto omnia |
|        | Albini (Villafranca di Nizza) Titolo: Conti Troncato, al 1° d'argento, all'aquila di nero, poggiante su due monti di verde, al 2° di rosso, alla torre d'oro, fondata sulla pianura erbosa, al naturale, e accompagnata da due stelle d'oro alias Interzato in fascia, d'oro, d'argento e di rosso, con l'aquila di nero, coronata d'argento, armata di rosso, afferrante con ciascun artiglio, un mezzo volo d'aquila, di nero, destro e sinistro, attraversante i due primi punti; il 3° alla torre in pietra, merlata alla ghibellina, fondata sulla vetta di un monte di tre cime, al naturale, accostata da due stelle d'argento Motto: Ab alto omnia (citato in SUBL; MANN, vol. II, pp. 26 e, in partic., 487) |
|        | Albini d'azzurro alla lista piegata d'argento e caricata del motto di nero: IAM DIES EST, sormontata da una stella di sei raggi d'oro e accompagnata in punta da una campagna montuosa di verde, accostata a destra da un sole nascente d'oro, a sinistra da un crescente d'argento (citato in SPRE – Vol. IX pag. 196) |
|        | Albini (Firenze) Di..., al monte di sei cime di..., cimato da un volo di..., coronato di... alias Di..., al monte di sei cime alato e coronato di... (immagine di ASFI in archiviodistato.firenze.it, https://web.archive.org/web/20140221162004/http://www.archiviodistato.firenze.it/ceramellipapiani2/index.php?page=Famiglia&id=90 (archiviato dall'url originale il 21 febbraio 2014).) (citato in ASFI) |
|        | Albini (Cesena) (la blasonatura non è stata ancora caricata) (citato in BLCW) Immagine in Blasone Cesenate. |
|        | Albini Falcombello (Avigliana) Troncato, al 1° d'azzurro, a due stelle d'oro, addestrate da una colomba volante dello stesso, al 2° d'argento, alla croce di rosso, accantonata da quattro rose del medesimo (citato in SUBL, MOLA, pp. 59–60) |
|        | Albini Riccioli (Urbino, Pesaro) partito: nel 1º d'azzurro alla lista piegata d'argento e caricata del motto di nero: IAM DIES EST, sormontata da una stella di sei raggi d'oro e accompagnata in punta da una campagna montuosa di verde, accostata a destra da un sole nascente d'oro, a sinistra da un crescente d'argento (Albini); nel 2º di rosso ad un arbusto di verde nodrito sulla vetta di un monte di tre cime d'oro all'italiana, movente dalla punta; col capo d'azzurro carico di due stelle d'oro di sei raggi, poste in fascia (Riccioli) (citato in SPRE – Vol. IX pag. 196) nastro bifido di argento caricato dal motto "IAM DIES EST" in lettere maiuscole di nero su azzurro - stella (6 raggi) di oro in alto su azzurro - sole nascente di oro da 3 monti di verde al naturale uscenti dalla punta - luna di argento su azzurro - monte a 3 cime di oro uscente dalla punta cimato da arbusto di verde su rosso - 2 stelle (6 raggi) di oro su azzurro in capo (citato in LEOM) |
|        | Albino (Benevento) Titolo: patrizi di benevento d'azzurro all'artiglio alato di nero, accompagnato in capo da un crescente d'argento Motto: Pernox luna magnifica facere (citato in SPRE – Vol. IX pag. 196, in PRTS e in NBNA) mano di aquila di nero su azzurro - luna di argento in alto su azzurro (citato in LEOM) |
|        | Albino (Napoletano) (la blasonatura non è stata ancora caricata) (d'azzurro, all'artiglio d'oro alato d'argento, accompagnato in capo da un crescente d'oro (citato in NBNA) |
|        | Albirio (Veneto) (d'argento, all'aquila bicipite di rosso) (citato in STBV) (immagine dello Stemmario reale di Baviera.) |
|        | Albirio (Veneto) (di rosso, alla pantera d'argento, tenente con la branca anteriore destra una stella a otto raggi d'oro) (citato in STBV) (immagine dello Stemmario reale di Baviera.) |
|        | Albiroli (Bologna) (la blasonatura non è stata ancora caricata) (citato in BLBO - immagine in Blasone Bolognese (archiviato dall'url originale il 5 marzo 2016).) |
|        | Albirolo (Sicilia) Titolo: barone di rosso, a tre fasce d'argento (citato in Mango – pag. 50 e in NBSC) Notizie storiche in Famiglie nobili di Sicilia. |
|        | Albisia (Napoli) Gallo (citato in DAlena) |
|        | Albiso (Veneto) (d'oro, all'aquila bicipite di rosso) (citato in STBV) (immagine dello Stemmario reale di Baviera.) |
|        | Albitonimi (Pisa) Di rosso, alla banda d'argento, caricata di tre crescenti volti in banda di rosso (citato in ASFI) |
|        | Albizini o D'Albizino (Toscana) (DE) Blau-silber gespalten, links 3 rote Schrägbalken (citato in KHIF) |
|        | Albizio (Abruzzo) (la blasonatura non è asta ancora caricata) (citato in DAlena) |
|        | Albizo (Mugia, Venezia) (la blasonatura non è stata ancora caricata) (citato in UNFE) Immagine nella Biblioteca Estense Universitaria (id. 5660). |
|        | Albizzelli (Toscana) (DE) In Gold 3 liegende rote Halbmonde, 2:1 gestellt (citato in KHIF) |
|        | Albizzi (Roma, Firenze) Titoli: Marchese di Castelnuovo e Cecina, Patrizio di Firenze di nero a due circoli l'uno nell'altro d'oro (citato in SPRE – Vol. I pag. 344 e in GUCA - pag. 144 e in MONT - pag. 116 (di nero a due armille d'oro)) (DE) In Schwarz 2 konzentrische goldene Ringe (citato in KHIF) Cimiero: un teschio umano con una serpe tra i denti Motto: Hoc etiam non sufficit |
|        | Albizzi (Roma, Firenze) Titoli: Marchese di Castelnuovo e Cecina, Patrizio di Firenze di nero, a due armille d'oro; col capo d'argento, caricato della croce di nero (citato in SPRE - Vol. IX pag. 197 e in MONT – pag. 45) (DE) Unter silbernem Schildhaupt, darin 1 schwarzes Kreuz, in Schwarz 2 konzentrische goldene Ringe (citato in KHIF) (Immagine nella Raccolta stemmi Trippini (JPG).) |
|        | Albizzi (Firenze) d'oro, a tre circoli l'uno nell'altro di nero (citato in GUCA – pag. 144) |
|        | Albizzi (Firenze, Pisa) Di nero, a due cerchi concentrici d'oro (immagine di ASFI in archiviodistato.firenze.it, https://web.archive.org/web/20140221090537/http://www.archiviodistato.firenze.it/ceramellipapiani2/index.php?page=Famiglia&id=92 (archiviato dall'url originale il 21 febbraio 2014).) alias Di nero, a due cerchi concentrici d'oro, con il capo d'Angiò alias Di nero, a due cerchi concentrici d'oro, con il capo d'argento caricato della croce di nero (citato in DAlena e in ASFI) (Immagine nella Raccolta stemmi Trippini (JPG).) |
|        | Albizzi (Toscana) (DE) In Schwarz 2 konzentrische silberne Ringe (citato in KHIF) |
|        | Albizzi (Toscana) (DE) Unter silbernem Schildhaupt, darin 1 schwarzes Kreuz, in Gold 1 schwarze Scheibe, umschlossen von 2 konzentrischen schwarzen Ringen (citato in KHIF) |
|        | Albizzi (Cesena) (la blasonatura non è stata ancora caricata) (citato in BLCW) Immagine in Blasone Cesenate. |
|        | Albizzini (Firenze) D'azzurro, al castello turrito di tre pezzi (o di un pezzo) d'argento, sormontato da tre stelle a otto punte d'oro, 1.2 (immagine di ASFI in archiviodistato.firenze.it, https://web.archive.org/web/20140221075430/http://www.archiviodistato.firenze.it/ceramellipapiani2/index.php?page=Famiglia&id=93 (archiviato dall'url originale il 21 febbraio 2014).) (citato in ASFI) |
|        | Albizzini (Toscana) (DE) In Blau 1 dreitürmige Burg mit 1 roten Tor, oben begleitet von 3 achtstrahligen goldenen Sternen balkenweise (citato in KHIF) |

### Albo
| Stemma | Casato e blasonatura |
| ------ | --- |
|        | Alboli (Firenze) Di..., al castello turrito di un pezzo di... (citato in ASFI) |
|        | Albonazzi (Firenze) Troncato: nel 1º di..., all'uccello di... fermo sulla partizione; nel 2º scaccato di... e di... (citato in ASFI) |
|        | Albonetti (Firenze) Troncato: nel 1º d'oro pieno; nel 2º d'azzurro, a tre alerioni d'argento, 2.1 (immagine di ASFI in archiviodistato.firenze.it, https://web.archive.org/web/20140221093616/http://www.archiviodistato.firenze.it/ceramellipapiani2/index.php?page=Famiglia&id=98 (archiviato dall'url originale il 21 febbraio 2014).) (citato in ASFI) |
|        | Albonii (Capodistria (Slovenia), Venezia) (la blasonatura non è stata ancora caricata) (citato in UNFE) Immagine nella Biblioteca Estense Universitaria (id. 5661). |
|        | Albora (Genova) d'argento all'albero al naturale nudrito e terrazzato di verde, sostenuto da due leoni affrontati al naturale (citato in SPRE – Vol. I pag. 347) albero sostenuto da 2 leoni controrampanti tutto al naturale su terrazzo di verde su argento (citato in LEOM) |
|        | Albora (Genova) D'argento, al pino, nutrito nella pianura, il tutto di verde, sostenuto da due leoni d'oro, affrontati (citato in SUBL) |
|        | Alborez (Sicilia) d'argento con tre bande azzurre, e la bordura d'oro caricata da quattro gigli azzurri, situati uno in capo, due ai fianchi, ed uno in punta; e quattro crocette di S. Andrea azzurre situate agli angoli (citato in DAlena e in NBSC) Notizie storiche in Famiglie nobili di Sicilia. |
|        | Alborghetti (Bergamo) Titoli: Conte, Nobile d'azzurro, al giglio d'oro, accompagnato, in capo e in punta, da due stelle (6) d'argento (citato in SPRE – Vol. I pag. 348 e Vol. IX pag. 198 giglio di oro al centro su azzurro - 2 stelle (6 raggi) di argento poste in palo su azzurro (citato in LEOM) |
|        | Albori (Trieste) d'azzurro a tre alberi d'oro, quello di mezzo più alto, nodriti su una campagna d'oro (citato in SPRE – Vol. I pag. 348) 3 alberi di oro il centrale più alto su terrazzo dello stesso su azzurro (citato in LEOM) Cimieri: a destra, il leone d'oro, linguato di rosso e rivoltato, nel centro tre penne di struzzo, una d'oro fra due d'azzurro, a sinistra, due voli d'aquila chiusi, l'anteriore d'azzurro, carico di una mezzaluna d'argento, rivoltata, il posteriore d'oro Motto: Fidelitate et assiduitate, in caratteri lapidari d'oro |
|        | Alborone (Sicilia) d'oro con un albero nero sormontato da tre stelle nere con sei raggi (citato in DAlena e in NBSC) Notizie storiche in Famiglie nobili di Sicilia. |
|        | Albosco (Cavallermaggiore) fasciato d'argento e di rosso Motto: Omnia fumus (citato in SPRE – Vol. II pag. 570 e in SUBL) |

### Albr
| Stemma | Casato e blasonatura |
| ------ | --- |
|        | Albret (Francia) (inquartato: nel 1º e 4º d'azzurro, a tre gigli d'oro; nel 2º e 3º di rosso pieno) (citato in UNFE) Immagine nella Biblioteca Estense Universitaria (id. 2612). |
|        | Albricci (Napoli) Titoli: Nobile, Conte d'argento al castello di verde, merlato alla ghibellina, aperto e finestrato di nero, sostenente un leone passante rivolto, tenente una ruota di S. Caterina, il tutto di rosso (citato in SPRE – Vol. I pag. 348) leone passante rivolto di rosso ruota dello stesso tra le anteriori posato su 2 torri di un - castello di verde merlato alla ghibellina aperto e finestrato di nero su argento (citato in LEOM) |
|        | Albrici (Bergamo) Leone leopardito (citato in DAlena) |
|        | Albrici (Napoletano) (la blasonatura non è stata ancora caricata) (citato in NBNA) |
|        | Albrici (Napoli) (la blasonatura non è stata ancora caricata) (citato in UNFE) Immagine nella Biblioteca Estense Universitaria (id. 3156). |
|        | Albrici (Toscana) (la blasonatura non è stata ancora caricata) (citato in UNFE) Immagine nella Biblioteca Estense Universitaria (id. 4578). |
|        | Albricini (Forlì) Cervo (citato in DAlena) |
|        | Albricio (Sicilia) d'azzurro con un castello d'oro sormontato da un serpente d'oro attorcigliato (citato in NBSC) Notizie storiche in Famiglie nobili di Sicilia. |
|        | Albrigio (Sicilia) castello di oro sormontato da un - serpente di argento annodato e ondeggiante in fascia tutto su azzurro (citato in LEOM) |
|        | Albrione o Albirono (Bra) Titolo: Conti di Rorà Di rosso, a due bande d'argento, ciascuna carica di due rose del campo, bottonate d'oro Motto: In te Domine speravi (citato in SUBL) |
|        | Albrizzi (Venezia) Titoli: N. D. patr. ven. pers., Co. del S.R.I. pers. d'azzurro, al castello d'argento, aperto d'oro, finestrato di nero a due torricelle con tre merli ciascuna, sostenenti un leone illeopardito, tenente una ruota, il tutto d'oro (citato in SPRE – Vol. I pag. 348) leone passante di oro ruota dello stesso tra le anteriori posato su 2 torri di un - castello di argento aperto di oro e finestrato di nero merlato alla ghibellina su azzurro (citato in LEOM) Cimiero: una ruota di oro Sostegni: due grifi, troncati di nero e d'oro, linguati di rosso, beccati d'argento |
|        | Albrizzi (Velletri) Leone leopardito (citato in DAlena) |

### Albu
| Stemma | Casato e blasonatura |
| ------ | --- |
|        | Alburqueque (Spagna) (la blasonatura non è stata ancora caricata) (citato in UNFE) Immagine nella Biblioteca Estense Universitaria (id. 2754). |
|        | Albuzio (Zero Branco, Treviso) Titolo: Nobile d'azzurro al castello, d'argento sormontato da una stella d'oro (8), le torri merlate di due pezzi alla ghibellina, col capo di oro carico di un leopardo di nero al naturale coronato del campo (citato in SPRE – Vol. I pag. 349 e Vol. IX pag. 198) castello a 2 merli alla ghibellina di argento sormontato da - stella (8 raggi) di oro su azzurro - leopardo di nero coronato di oro su oro in capo (citato in LEOM) |
|        | Albuzio o Albutio (Sicilia) d'oro con tre fasce rosse ed una banda rossa broccante sul tutto (citato in NBSC) Notizie storiche in Famiglie nobili di Sicilia. |